# Теобальд (граф Арля)
Теобальд (Тибо; 850/860—887/895) — граф Арля (около 879—887/889) из династии Бозонидов.

## Биография
Теобальд был сыном графа Трансюранской Бургундии Хукберта и его неизвестной по имени жены. В 879 году он вступил в брак с Бертой, внебрачной дочерью короля Лотаря II.
Теобальд впервые упоминается как граф Арля в июле 879 года. Он входил в ближайшее окружение первого короля Нижней Бургундии, своего родственника Бозона Вьеннского.
Год смерти Теобальда точно не известен: или 887 год, или 895 год. Его вдова Берта в 895 году вторично вышла замуж за маркграфа Тосканы Адальберта II Богатого.
Дети Теобальда и Берты:
- Гуго Арльский (умер в 947) — граф Вьенна (с 903 года) и король Италии (с 926 года)
- Бозон Тосканский (885—936) — граф Авиньона, Арля, маркграф Тосканы
- Теутберга (ум. ранее сентября 948) — жена графа Труа Гарнье

В документах от 924 года упоминается ещё одна дочь Теобальда, но о ней нет никаких сведений.